# NCT (gruppo musicale)
Gli NCT (엔시티?, EnsitiLR) sono un gruppo musicale sudcoreano formatosi a Seul nel 2016. Il gruppo ha una formazione di 25 membri, i quali aumentano nel corso degli anni.
Gli NCT sono composti da cinque sottogruppi:
- NCT U, la quale è stata la prima unità a debuttare esordendo con il singolo "The 7th Sense" il 9 aprile 2016. Questa unità non ha membri fissi, bensì variano.
- NCT 127, che ha debuttato il 7 luglio 2016 con l'EP eponimo NCT #127, ed è composta da 8 membri.
- NCT Dream, che ha debuttato il 24 agosto 2016 con il singolo "Chewing Gum", ed è composta da 7 membri.
- WayV, sottogruppo operante in Cina, che ha esordito il 17 gennaio 2019 con l'EP The Vision, e consiste di 6 membri.
- NCT Wish, sottogruppo giapponese e ultima unit degli NCT, che ha debuttato con il singolo “Wish” nel 2024, ed è composta da 6 membri.

Ed una sottounità:
NCT DOJAEJUNG (NCT DJJ), che ha debuttato il 17 aprile 2023 con l'EP Perfume: The 1st Mini Album composta da 3 membri (Doyoung, Jaehyun e Jungwoo, già appartenenti ad altri sottogruppi)
A parte le attività come sottogruppi separati, gli NCT si sono riuniti cinque volte come gruppo unito per la pubblicazione di album in studio, i quali sono NCT 2018 Empathy nel 2018, NCT 2020 Resonance Pt.1 nell'ottobre 2020, NCT 2020 Resonance Pt.2 nel novembre 2020, Universe nel 2021 e Golden Age nel 2023

## Nome
Il nome del gruppo, NCT, è l’acronimo di Neo Culture Technology, termine che deriva da un progetto creato dal fondatore della SM, Lee Soo-man, col quale descrisse il concetto del gruppo di avere un illimitato numero di membri, divisi in vari sottogruppi o unità e provenienti da varie città sparse in tutto il mondo. 

## Storia

### 2013–2016: Attività di formazione e pre-debutto
Prima di entrare a far parte della SM Entertainment, alcuni dei membri erano già coinvolti nell'industria dell'intrattenimento. Jeno è apparso in vari spot pubblicitari da bambino. Jisung era un attore bambino e ha girato film come Boys, Be Curious (2012) e Go, Stop, Murder (2013). Chenle è stato attivo sulla scena musicale cinese come cantante dal 2009 al 2015; ha pubblicato tre album e ha partecipato a un concerto da solista in Cina. Nel 2011, Yuta ha partecipato al concorso canoro "Juice Winter Collection" in Giappone, mentre Ten ha gareggiato nel programma televisivo thailandese Teen Superstar sotto il nome di TNT.  Xiaojun era un concorrente di canto nel programma televisivo di Zhejiang X-Fire nel novembre 2015.
Johnny, Yuta, Ten, Mark e Renjun si sono uniti alla compagnia tramite SM Global Auditions, mentre i restanti membri sono stati scoperti attraverso casting di strada, raccomandazioni personali e spettacoli di intrattenimento della comunità. Prima del loro debutto come membri degli NCT, 19 dei 23 attuali membri degli NCT sono stati introdotti come parte di SM Rookies, un gruppo di tirocinanti sotto SM Entertainment creato nel dicembre 2013. I primi membri degli NCT ad essere introdotti sono stati Taeyong e Jeno. Altri sedici membri sono stati presentati tramite SM Rookies fino all'inizio di gennaio 2016.
Taeyong ha pubblicato il breve brano rap "Open the Door" nel luglio 2014 ed è apparso nel secondo singolo delle Red Velvet "Be Natural" nell'ottobre dello stesso anno. È apparso insieme a Johnny, Yuta, Ten, Jaehyun, Mark, Jeno, Donghyuk, Jaemin e Jisung in "Exo 90:2014" prodotto da Mnet, uno spettacolo con i compagni di etichetta Exo, dove si sono esibiti in balli su canzoni K-pop degli anni '90. Alcuni membri sono apparsi in vari remake di video musicali degli Exo nello stesso anno. Da gennaio a giugno 2015, Doyoung e Jaehyun sono stati MC fissi per lo spettacolo musicale Show Champion; da luglio a dicembre di quell'anno, Yuta è stato un rappresentante dell'Abnormal Summit, una serie in cui uomini non coreani dibattono sulla cultura coreana.  Mark, Jeno, Donghyuk, Jaemin e Jisung erano Mouseketeers su Disney Channel Korea's The Mickey Mouse Club. Gli SM Rookies Boys hanno tenuto il loro primo concerto, intitolato SMRookies Show, che è iniziato a Seoul nel settembre 2015 e si è esteso a Bangkok, in Thailandia, nel febbraio 2016. Taeil ha pubblicato la sua prima colonna sonora da solista "Because Of You" per la serie The Merchant: Gaekju 2015 il 26 gennaio 2016. Nell'aprile 2016, Kun ha cantato con gli NCT U nella versione cinese di "Without You" e si è unito a loro per le promozioni della canzone. Winwin ha eseguito "The 7th Sense" degli NCT U alla loro prima esibizione dal vivo in Cina al 16 ° Music Feng Yun Bang Awards quello stesso mese.  Nell'ottobre 2016, Johnny ha partecipato al festival musicale "Spectrum Dance Music Festival" come DJ dell'SM Dreamstation Crew.
Il fondatore di SM Entertainment Lee Soo-man ha tenuto una presentazione all'SM Coex Artium dal titolo "SMTOWN: Neo Culture Technology 2016" il 28 gennaio 2016, dove ha delineato i piani dell'azienda per un nuovo gruppo di ragazzi in linea con la loro strategia di "contenuti culturali"  che farebbe debuttare diverse unit con sede in diverse città e paesi in tutto il mondo.

### 2016: debutti di NCT U, NCT 127 e NCT Dream
Il 4 aprile 2016, SM Entertainment ha annunciato che la prima sottounità di NCT sarebbe stata NCT U (la "U" sta per United), che allora era composta da sei membri: Taeil, Taeyong, Doyoung, Ten, Jaehyun e Mark. Gli NCT U hanno pubblicato i singoli digitali "The 7th Sense" (Taeyong, Doyoung, Ten, Jaehyun e Mark) il 9 aprile e "Without You" in due versioni il 10 aprile (una versione coreana cantata da Taeil, Doyoung e Jaehyun e una versione cinese con l'aggiunta del SM Rookies Kun).
Il 9 aprile, gli NCT U hanno fatto la loro prima apparizione in trasmissione con "NCT On Air" su V Live ospitato da Kim Hee-chul dei Super Junior.  Lo stesso giorno, hanno tenuto la loro prima esibizione dal vivo in Cina al 16° Music Feng Yun Bang Awards insieme ai debuttanti cinesi Kun e Winwin.  Il 15 aprile, il gruppo ha debuttato in Corea su Music Bank.  Da allora sono apparsi in tre stagioni del reality "NCT Life", che presenta altri tirocinanti di SM Rookies.
Il 1 ° luglio, SM ha annunciato la seconda sottounità di NCT, NCT 127. L'unità ha sede a Seoul, il numero "127" che rappresentava la coordinata di longitudine della città. L'unità ha debuttato con sette membri: Taeil, Taeyong, Yuta, Jaehyun, Winwin, Mark e Haechan.  Il 7 luglio, hanno fatto il loro debutto nel programma musicale M Countdown, eseguendo il singolo di debutto "Fire Truck" e "Once Again". Il loro EP di debutto, NCT #127, è stato pubblicato in digitale il 10 luglio e fisicamente l'11 luglio. Il 29 luglio, la sottounità ha pubblicato il singolo "Taste the Feeling" per il progetto SM Station in collaborazione con Coca-Cola pur continuando la promozione per "Fire Truck" in programmi musicali come Music Bank, Show Champion e Inkigayo.
Il 18 agosto, SM ha annunciato che la terza sottounità degli NCT si sarebbe chiamata NCT Dream. L'unità ha debuttato con sette membri: Mark, Renjun, Jeno, Haechan, Jaemin, Chenle e Jisung.  Il loro primo singolo, "Chewing Gum", è stato pubblicato il 24 agosto e il giorno successivo il gruppo ha debuttato a M Countdown.
Il 6 dicembre, cinque membri degli NCT 127 (Yuta, Taeyong, Jaehyun, Mark e Winwin) hanno pubblicato un video speciale di musica dance per la canzone "Good Thing" in collaborazione con W Korea. Il brano è stato infine incluso nel secondo EP di NCT 127, Limitless. Il 20 dicembre, gli NCT 127 hanno pubblicato il video musicale di "Switch". Il singolo è stato precedentemente pubblicato come bonus track nell'EP di debutto di NCT 127 e presenta il gruppo di tirocinanti SM SR15B.

### 2017: Nuovi membri e ritorni per NCT 127 e NCT Dream
Il 27 dicembre 2016, gli NCT 127 hanno annunciato che sarebbero tornati con due nuovi membri, Johnny e Doyoung degli NCT U. Il 5 gennaio,  gli NCT 127 hanno pubblicato due video musicali per "Limitless" e hanno eseguito la canzone su M Countdown. Il loro secondo EP Limitless è stato pubblicato in digitale il 6 gennaio e fisicamente il 9 gennaio. Ha debuttato al numero uno della classifica degli album mondiali di Billboard e la title track è stata successivamente nominata una delle migliori canzoni K-pop dell'anno da Dazed.
Gli NCT Dream hanno pubblicato il loro primo singolo fisico, "The First", il 9 febbraio, anche se Jaemin non ha partecipato alle promozioni a causa di problemi di salute. Gli NCT Dream sono tornati sul palco di M Countdown per eseguire il singolo "My First and Last" e la b-side "Dunk Shot".  Il 14 febbraio, gli NCT Dream hanno vinto il primo posto nel centesimo episodio di The Show di SBS MTV, segnando la prima vittoria in assoluto di uno spettacolo musicale per un'unità NCT. Gli NCT Dream sono stati anche presentati come ambasciatori della Coppa del Mondo FIFA Under 20 2017. Hanno pubblicato la sigla del torneo, "Trigger the Fever", il 15 marzo.
L'8 marzo, i membri degli NCT 127 Johnny e Jaehyun sono stati annunciati come DJ per il nuovo programma di SBS Power FM, NCT's Night Night, che è andato in onda il 20 marzo. Doyoung si è unito al duo come DJ speciale ogni sabato.  Gli NCT 127 hanno pubblicato il loro terzo EP, Cherry Bomb, il 14 giugno. Hanno eseguito le nuove canzoni "Cherry Bomb" e "0 Mile" su M Countdown. Billboard e Idolator hanno entrambi dichiarato "Cherry Bomb" una delle migliori canzoni K-pop dell'anno.
Il 17 agosto, gli NCT Dream hanno pubblicato il loro primo EP, We Young. Hanno avuto l'esibizione di debutto su M Countdown. A dicembre, gli NCT Dream hanno pubblicato la loro prima canzone di Natale, "Joy".

### 2018: Nuovi membri, NCT 2018 Empathy e primo album in studio NCT 127
Nel gennaio 2018, gli NCT U (composti da Taeil, Doyoung e Jaehyun) hanno pubblicato il singolo "Timeless" come parte del progetto SM Station.
Più tardi quel mese, SM Entertainment ha presentato NCT 2018, un progetto che coinvolgeva tutti i 18 membri di NCT dell'epoca.  Il 30 gennaio, SM ha pubblicato un video intitolato "NCT 2018 Yearbook #1", che comprendeva tutti i membri precedenti e presentava i nuovi membri Kun, Lucas e Jungwoo.  A febbraio, gli NCT hanno pubblicato una serie di video documentari online intitolati "NCTmentary" come parte del progetto NCT 2018. Gli NCT hanno pubblicato il loro primo album completo, NCT 2018 Empathy, il 14 marzo. L'album conteneva sei singoli, che mostravano ciascuna sottounità di NCT: "Boss", "Baby Don't Stop" e "Yestoday" di vari NCT formazioni U;  "GO" di NCT Dream;  "Touch" di NCT 127;  e "Black on Black" con tutti i 18 membri. Gli NCT sono in cima alla classifica degli artisti emergenti di Billboard il 5 maggio, segnando la prima volta che un gruppo K-pop era in testa alla lista.
Il 3 settembre, gli NCT Dream hanno pubblicato il loro secondo EP, We Go Up, insieme al singolo principale con lo stesso nome. La SM ha confermato che Mark sarebbe uscito dagli NCT Dream dopo la conclusione delle promozioni.
L'11 settembre, Xiaojun è stato il primo dei membri WayV non debuttati ad essere presentato tramite SM Rookies, seguito rispettivamente da Hendery e Yangyang il 13 settembre e il 15 settembre.
Il 12 ottobre, gli NCT 127 pubblicarono il loro primo album, Regular-Irregular, con il singolo principale, "Regular". Con l'aggiunta di Jungwoo, il gruppo si espanse a 10 membri.  NCT 127 si è concentrato sulle promozioni negli Stati Uniti per l'album. Il 23 novembre, il gruppo ha pubblicato l'edizione riconfezionata di Regular-Irregular, intitolata Regulate, insieme al singolo principale "Simon Says".
Il 28 dicembre, NCT Dream ha pubblicato il singolo "Candle Light" come parte del progetto SM Station.

### 2019: debutto dei WayV, primo tour di concerti degli NCT 127 e ritorni per NCT Dream e NCT U
Il 31 dicembre 2018, SM Entertainment ha annunciato la quarta sottounità di NCT, WayV (cinese: 威神V; pinyin: Wēi shén V) sotto Label V. L'unità avrebbe sede in Cina ed è composta da sette membri:Kun, Winwin, Ten, Lucas, Hendery, Xiaojun e Yangyang. La subunit ha debuttato il 17 gennaio 2019, con una versione cinese di "Regular" di NCT 127. Il loro singolo di debutto, The Vision, è stato pubblicato in digitale e includeva una versione cinese di "Come Back" degli NCT 127 e una canzone inedita intitolata "Dream Launch".
Il 26 gennaio 2019, gli NCT 127 hanno intrapreso il loro primo tour di concerti, Neo City – The Origin, con spettacoli in Corea, Giappone, Nord America ed Europa. Hanno pubblicato il singolo "Wakey-Wakey" il 18 marzo, che sarebbe stato poi incluso nel loro primo album in studio giapponese, Awaken, pubblicato il 17 aprile. Il loro quarto EP, We Are Superhuman, è stato pubblicato il 24 maggio insieme alla title track  "Superhuman".
Il 9 maggio, i WayV hanno pubblicato il loro primo EP, Take Off, insieme alla title track omonima, "Take Off".
Il 6 giugno, gli NCT Dream hanno pubblicato "Don't Need Your Love", una collaborazione con HRVY, nella terza stagione di SM Station. La sottounità ha pubblicato il loro terzo EP, We Boom, e la title track "Boom" il 26 luglio.
Il 29 ottobre, i WayV hanno pubblicato il loro secondo EP, Take Over the Moon, e la title track "Moonwalk".
Il 13 dicembre, gli NCT U (composti da Taeil, Doyoung, Jaehyun e Haechan) hanno pubblicato "Coming Home" come parte del progetto SM Station X.

### 2020: ristrutturazione degli NCT Dream, primo album in studio dei WayV, nuovi membri e NCT 2020 Resonance
Il 27 gennaio, gli NCT 127 hanno pubblicato un video per la canzone "Dreams Come True", seguito dall'uscita del loro secondo album in studio Neo Zone il 6 marzo e dalla title track "Kick It". Era la loro terza uscita a non presentare Winwin e ha segnato il ritorno di Jungwoo da una pausa legata alla salute. Il 19 maggio, la versione riconfezionata dell'album, Neo Zone: The Final Round, è stata pubblicata con la title track "Punch".
Il 29 aprile, gli NCT Dream hanno pubblicato il loro quarto EP Reload e la title track "Ridin'" con sei membri: Renjun, Jeno, Haechan, Jaemin, Chenle e Jisung. Dopo aver concluso le promozioni dell'album, hanno abbandonato il loro concetto originale in cui i membri si "diplomano" dalla sottounità al raggiungimento della maggiore età (20 nella stima dell'età coreana, 19 a livello internazionale) e hanno continuato come sette membri, con Mark che è tornato in formazione.
A maggio, tre unità NCT hanno tenuto concerti dal vivo online in una serie organizzata congiuntamente da SM Entertainment e Naver sul primo servizio di streaming di concerti dal vivo assistito dalla tecnologia, Beyond LIVE.  WayV, NCT Dream e NCT 127 si sono esibiti rispettivamente il 3 maggio, 10 maggio e 17 maggio.
Il 9 giugno, i WayV hanno pubblicato il loro primo album completo, Awaken the World, e la title track "Turn Back Time".
A settembre, NCT ha annunciato una riunione per un secondo progetto di gruppo, NCT 2020, nell'ottobre 2020. La prima parte del loro secondo album, NCT 2020 Resonance Pt.1, è stato pubblicato il 12 ottobre. Il disco comprendeva tutte e quattro le unità esistenti e due nuovi membri, Shotaro e Sungchan, che debutteranno con una futura unità degli NCT. NCT 2020 Risonanza Pt.1 ha ottenuto più di 1,1 milioni di preordini di azioni prima del lancio, rendendolo il primo album degli NCT venduto da un milione senza riconfezionamento. NCT ha pubblicato NCT 2020 Resonance Pt.2 il 23 novembre. All'evento COMEUP 2020 tenutosi il 22 novembre, il CEO di SM Entertainment ha menzionato i piani per espandere l'NCT nelle città del Giappone, in diversi paesi del sud-est asiatico e negli Stati Uniti, nonché in diverse altre regioni del mondo. Il 4 dicembre, gli NCT hanno pubblicato un nuovo singolo intitolato "Resonance" come finale del loro secondo album in studio di gruppo. Il singolo combinava i brani "Make a Wish (Birthday Song)", "90's Love", "Work It" e "Raise the Roof" dal loro secondo album in studio e comprende tutti i 23 membri.

### 2021: primo album in studio degli NCT Dream, introduzione degli NCT Hollywood e Universe
In un'intervista con Star News il 13 gennaio, Sungchan ha annunciato che una nuova unità avrebbe debuttato durante l'anno.
Il 17 febbraio, gli NCT 127 hanno pubblicato il loro secondo EP giapponese, Loveholic.
Il 10 marzo, i WayV hanno pubblicato il loro terzo EP, Kick Back, con la title track con lo stesso nome.
Il 6 maggio, è stato annunciato che SM avrebbe collaborato con MGM Worldwide Television Group nella serie del concorso K-POP Goes Hollywood per reclutare ragazzi dai 13 ai 25 anni dagli Stati Uniti per formare una sottounità NCT americana chiamata NCT Hollywood.  La serie conterrà 21 concorrenti, di cui un vincitore sarà selezionato per unirsi a NCT Hollywood, che debutterà in futuro.
Il 10 maggio, gli NCT Dream hanno pubblicato il loro primo album in studio Hot Sauce, che ha segnato il primo ritorno del gruppo come gruppo di sette membri dal 2018. L'album ha venduto oltre 1,7 milioni di copie in preordini.  Il 28 giugno è uscita la versione riconfezionata dell'album, Hello Future, con l'omonima title track.
L'11 giugno è stato annunciato che Kun e Xiaojun avrebbero formato la prima sottounità di WayV.  Hanno pubblicato il loro primo album singolo, Back to You , contenente tre canzoni, il 16 giugno. Ten e Yangyang di WayV hanno debuttato in duo il 17 settembre con il singolo in lingua inglese "Low Low".
Il 28 giugno, SM ha rivelato diverse uscite pianificate per il gruppo e le sue sottounità nella seconda metà dell'anno: NCT 127 con il loro terzo album in studio coreano a settembre e il suo riconfezionamento subito dopo, WayV con il loro secondo album in studio, NCT U con una nuova formazione e NCT come gruppo in un progetto NCT 2021 senza titolo.
In un fanmeet che celebrava il quinto anniversario del loro debutto, gli NCT 127 hanno confermato che il loro terzo album in studio coreano avrebbe avuto una finestra di uscita a settembre.  L'album, Sticker, è stato pubblicato il 17 settembre. Si compone di undici tracce, incluso il singolo principale con lo stesso nome.  Secondo quanto riferito, ha raggiunto 2.120.000 preordini. Il 25 ottobre, il gruppo ha pubblicato Favorite, il repackage di Sticker, con tre nuove tracce, incluso il singolo principale "Favorite (Vampire)".
Il 13 novembre, gli NCT hanno annunciato il loro terzo progetto di gruppo, NCT 2021, con il loro terzo album in studio Universe in uscita il 14 dicembre. L'album di 13 tracce includeva i singoli principali "Universe (Let's Play Ball)", uscito il 10 dicembre e "Beautiful". Universe ha superato oltre 1,7 milioni di preordini, battendo il precedente record di 1,1 milioni per NCT 2020 Resonance.

### 2022: comeback degli NCT Dream
Il 28 febbraio, è stato annunciato che gli NCT Dream avrebbero pubblicato il loro secondo album in studio, intitolato Glitch Mode, il 28 marzo. L'album è composto da undici tracce. Ha superato due milioni di preordini il 27 marzo.

## Formazione

### Membri attuali
- NCT U: i membri variano.
- NCT 127: Johnny (쟈니) , Taeyong (태용), Yuta (유타), Doyoung (도영), Jaehyun (재현), Winwin (윈윈; attualmente inattivo), Jungwoo (정우), Mark, Haechan.
- NCT Dream: Mark (마크), Renjun (런쥔), Jeno (제노), Haechan (해찬), Jaemin (재민), Chenle (천러), Jisung (지성).
- WayV: Kun (쿤), Ten (텐), Winwin (윈윈), Xiaojun (샤오쥔), Hendery (헨데리), Yangyang (양양)

## Discografia

### Album in studio
- 2018 – NCT 2018 Empathy
- 2020 – NCT 2020 Resonance
- 2021 – Universe
- 2023 – Golden Age

### Singoli
- 2018 – Black on Black
- 2020 – Resonance
- 2021 – Beatiful
- 2023 – Golden Age

## Filmografia
- NCT LIFE – 70 episodi (2016-2018)
- Jugan idol – 6 episodi (2016-2019)
- 2018 Idol Star Athletics Championships – 4 episodi (2018)
- Master in the House – 1 episodio (2018)
- Hello Counselor –  1 episodio (2018)
- School Attack 2018 – 2 episodi (2018)
- Idol Room – 1 episodio (2018)
- 2019 Idol Star Athletics Championships – 4 episodi (2019)
- 2020 KBS Song Festival CONNECT - (Mark, NCT U, NCT 127, NCT 2020) - (2020)
- SMTOWN Live "Culture Humanity" - (WayV, NCT Dream, NCT 127, NCT U) - (2020)

## Radio
- NCT's Night Night! (Jaehyun e Johnny)